# Rhynchium atrissimum
Rhynchium atrissimum är en stekelart som beskrevs av Vecht 1968. Rhynchium atrissimum ingår i släktet Rhynchium och familjen Eumenidae. Inga underarter finns listade i Catalogue of Life.